# Guðgeir Leifsson
Guðgeir Leifsson (ur. 25 września 1951 w Reykjavíku) – islandzki piłkarz występujący na pozycji pomocnika.

## Kariera klubowa
Guðgeir karierę rozpoczynał w 1970 roku w zespole Víkingur Reykjavík. W 1971 roku awansował z nim z 1. deild do Úrvalsdeild, a także zdobył Puchar Islandii. W 1973 roku odszedł do drużyny Fram, z którą w tym samym roku zdobył Puchar Islandii, a rok później także Superpuchar Islandii. W 1974 roku przeszedł do szkockiego Greenock Morton, jednak w następnym roku wrócił na Islandię, ponownie zostając graczem Víkingura.
Następnie Guðgeir występował w belgijskim R. Charleroi SC, Vestmannaeyja, dwukrotnie w szwajcarskim FC Bulle, kanadyjskim Edmonton Drillers, a także islandzkich Hafnarfjarðar i Víkingurze, gdzie zakończył karierę.

## Kariera reprezentacyjna
W reprezentacji Islandii Guðgeir zadebiutował 12 maja 1971 w zremisowanym 0:0 meczu eliminacji Letnich Igrzysk Olimpijskich 1972 z Francją. W latach 1971–1979 w drużynie narodowej rozegrał 39 spotkań i zdobył jedną bramkę.